# 지서
지서(본명: 유지서, 1994년 11월 26일 ~ )는 대한민국 여성 가수이다.

## 주요 이력
2016년 걸 그룹 A.De의 구성원으로 정식 데뷔하였다. 1년 후 2017년 JTBC TV 프로그램 《믹스나인》에 출연하여 재차 이름을 알렸다.

## 출연작

### TV 프로그램
- 2017년 JTBC 《믹스나인》

### 뮤지컬
- 2017년 《프리파라》 주연 라라